# Слідовий елемент
Слідовий елемент (рос. примесный элемент, англ. trace element) —
1. Будь-який хімічний елемент, вміст якого є дуже малим (меншим, ніж 0.1 мг/г).
2. У хімії ензимів — будь-який металічний або неметалічний іон, потрібний в невеликій концентрації для дії ензиму.
3. У біохімії — елемент, який потрібний лише в слідових кількостях для підтримування життєдіяльності організму.